# Grady (Arkansas)
Grady è una città degli Stati Uniti d'America. Fa parte della Contea di Lincoln e dell'area metropolitana di Pine Bluff. Secondo il censimento del 2000 la popolazione è di 523 abitanti.

## Geografia fisica
Le coordinate geografiche della città sono 34°14′26″N 91°42′03″W (34.079551, 91.700722). Grady occupa un'area totale di 4.9 km², tutti di terra.

## Società

### Evoluzione demografica
Al censimento del 2000, risultarono 523 abitanti, 184 nuclei familiari e 142 famiglie residenti in città. Ci sono 241 alloggi con una densità di 49.5/km². La composizione etnica della città è 31.36% bianchi, 65.77% neri o afroamericani, 0.19% asiatici, 1.72% di altre razze e 2.87% ispanici e latino-americani. Dei 184 nuclei familiari il 34.8% ha figli di età inferiore ai 18 anni che vivono in casa, 49.5% sono coppie sposate che vivono assieme, 21.2% è composto da donne con marito assente, e il 22.8% sono non-famiglie. Il 20.7% di tutti i nuclei familiari è composto da singoli 4.9% da singoli con più 65 anni di età. La dimensione media di un nucleo familiare è di 2.84 mentre la dimensione media di una famiglia è di 3.32. La suddivisione della popolazione per fasce d'età è la seguente: 33.5% sotto i 18 anni, 9.2% dai 18 ai 24, 23.1% dai 25 ai 44, 19.5% dai 45 ai 64, e il 14.7% oltre 65 anni. L'età media è di 34 anni. Per ogni 100 donne ci sono 97.4 maschi. Per ogni 100 donne sopra i 18 anni, ci sono 93.3 maschi. Il reddito medio di un nucleo familiare è di $22,321 mentre per le famiglie è di $24,500. Gli uomini hanno un reddito medio di $26,250 contro $20,313 delle donne. Il reddito pro capite della città è di $11,679. Circa il 33.6% delle famiglie e il 38.8% della popolazione è sotto la soglia della povertà. Sul totale della popolazione il 51.3% dei minori di 18 anni e il 28.3% di chi ha più di 65 anni vive sotto la soglia della povertà.